# Herméville-en-Woëvre
Herméville-en-Woëvre ist eine französische Gemeinde mit 221 Einwohnern (Stand 1. Januar 2022) im Département Meuse in der Region Grand Est (bis 2015 Lothringen). Sie gehört zum Arrondissement Verdun und zum Gemeindeverband Pays d’Étain. Die Bewohner nennen sich Hermévillois.

## Geografie
Die Gemeinde Herméville-en-Woëvre (bis 1922 Herméville) liegt in der Landschaft Woëvre, etwa 17 Kilometer östlich von Verdun und etwa 37 Kilometer westnordwestlich von Metz. Durch das 14,53 km² große Gemeindegebiet fließt der Eix, ein Nebenfluss der Orne. Bis auf den Forst Bois d'Herméville im Südosten ist das überwiegend flache Gemeindeareal fast waldfrei, es dominieren Weide- und Ackerflächen. Herméville-en-Woëvre grenzt an die Nachbargemeinden Fromezey im Norden, Étain im Nordosten, Warcq und Gussainville im Osten, Braquis im Südosten, Ville-en-Woëvre im Süden, Grimaucourt-en-Woëvre im Südwesten, Moranville im Westen sowie Abaucourt-Hautecourt im Nordwesten.

## Bevölkerungsentwicklung
| Jahr      | 1962 | 1968 | 1975 | 1982 | 1990 | 1999 | 2010 | 2021 |
| Einwohner | 339  | 342  | 307  | 287  | 236  | 231  | 236  | 225  |

Im Jahr 1831 wurde mit 872 Bewohnern die bisher höchste Einwohnerzahl ermittelt. Die Zahlen basieren auf den Daten von cassini.ehess und INSEE.

## Sehenswürdigkeiten
- Kirche der Auffindung [ der Gebeine ] des Hl. Stephanus (Église de l’Invention-de-Saint-Étienne), erbaut 1777, rekonstruiert 1925
- Marienstatue Notre-Dame-de-la-Délivrance vor der Kirche.
- Flurkreuze
- Gefallenendenkmal
- Wasserturm
- Lavoir

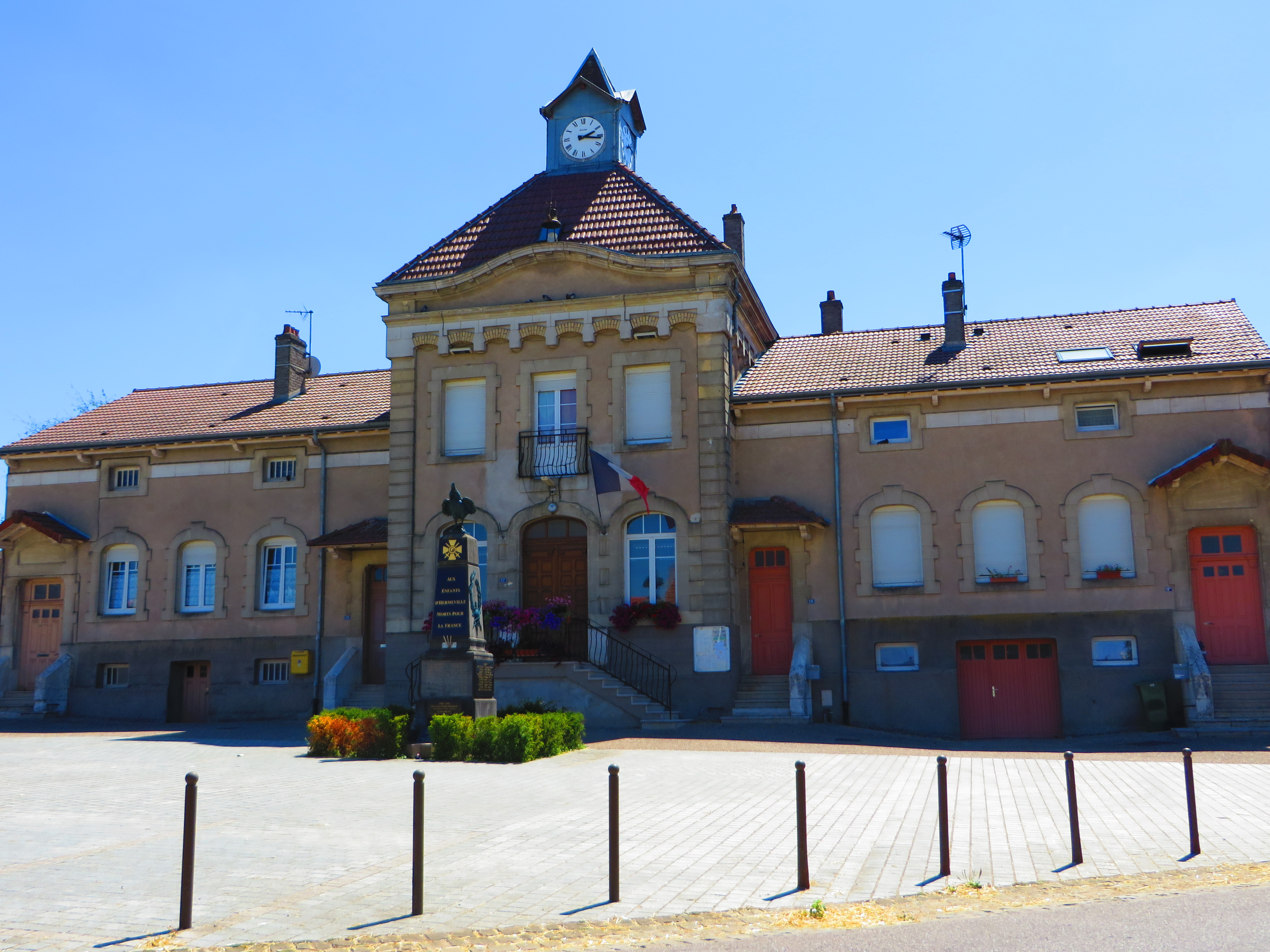
Mairie Herméville-en-Woëvre
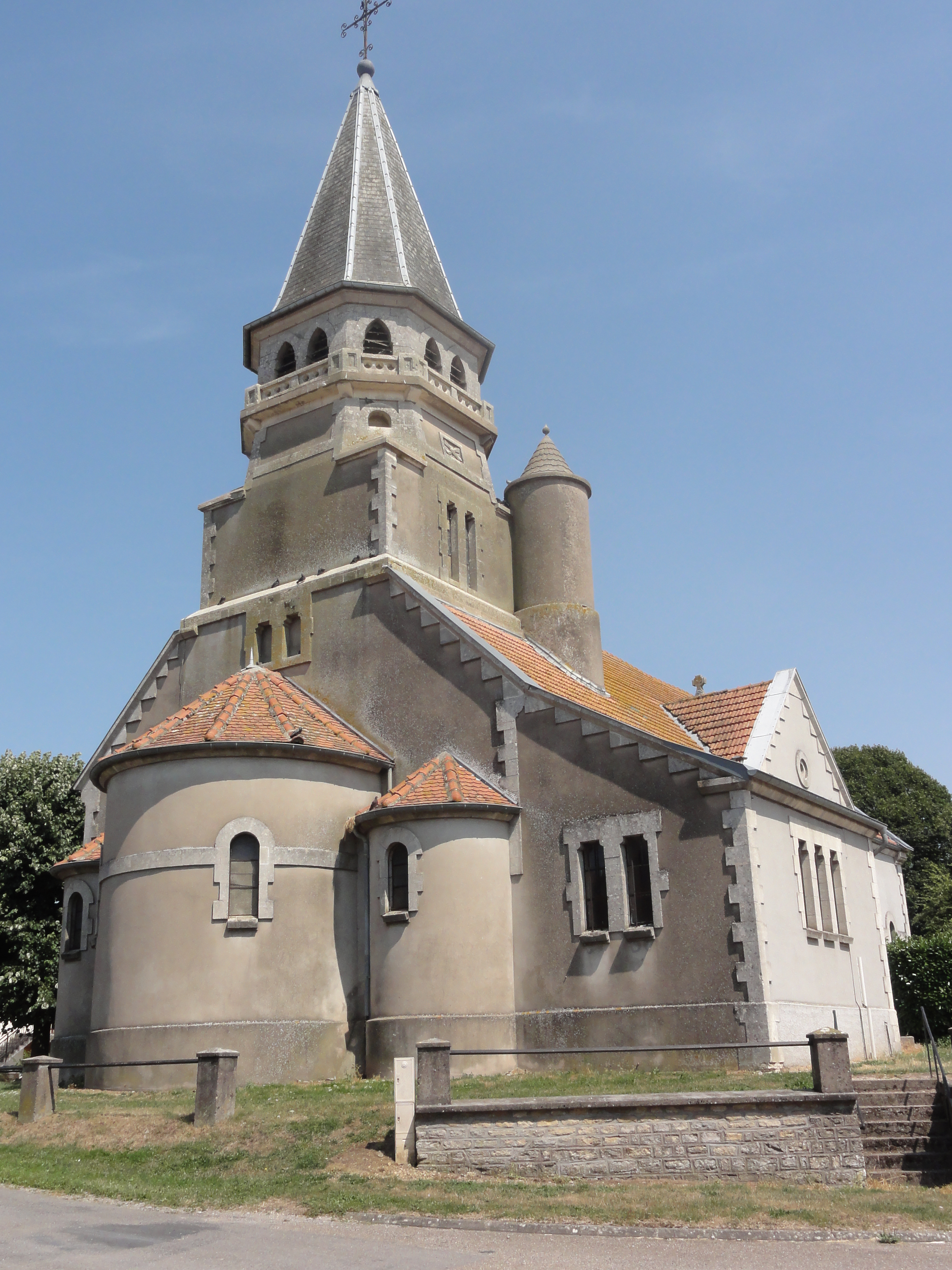
Stephanskirche
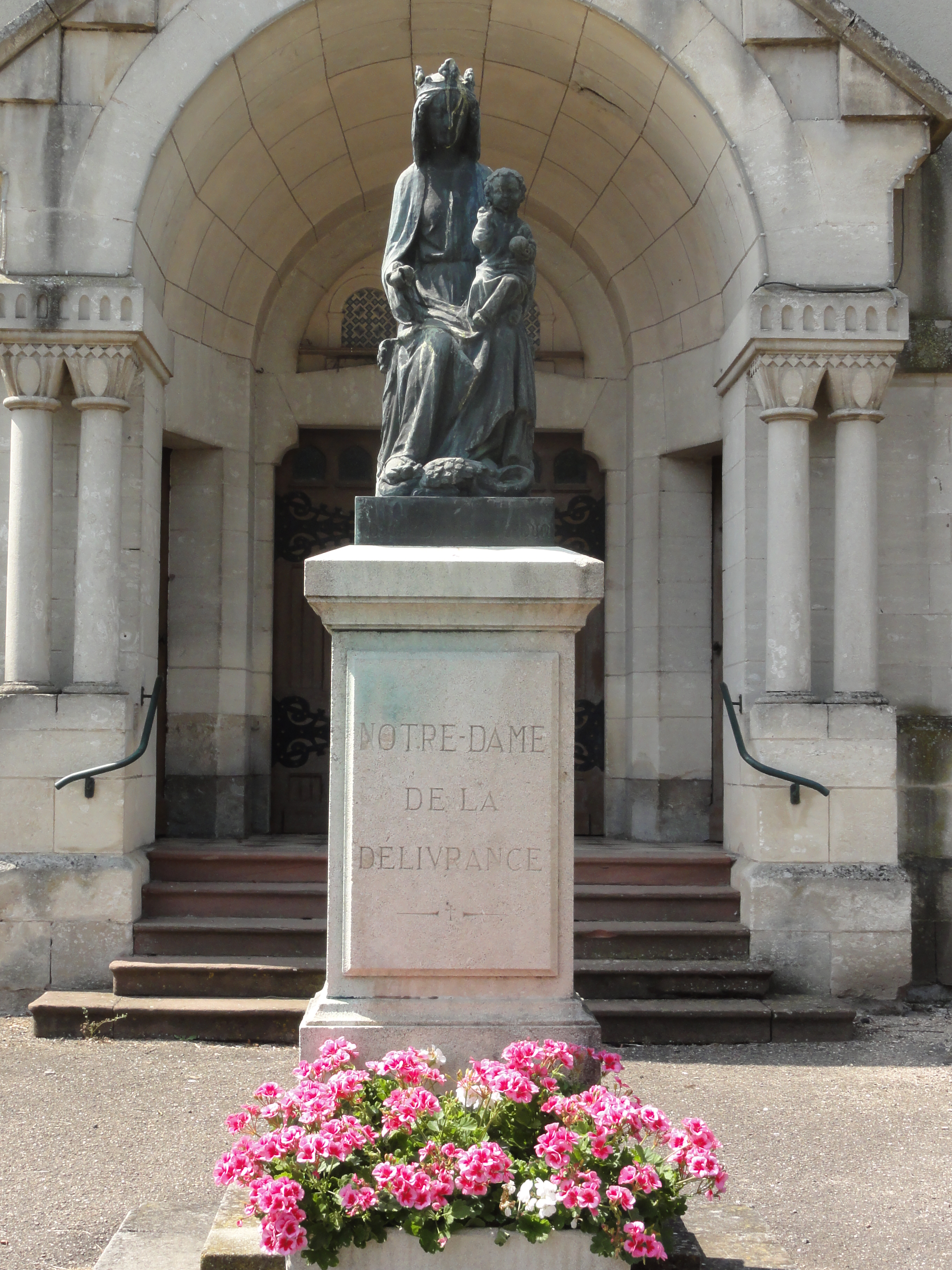
Marienstatue
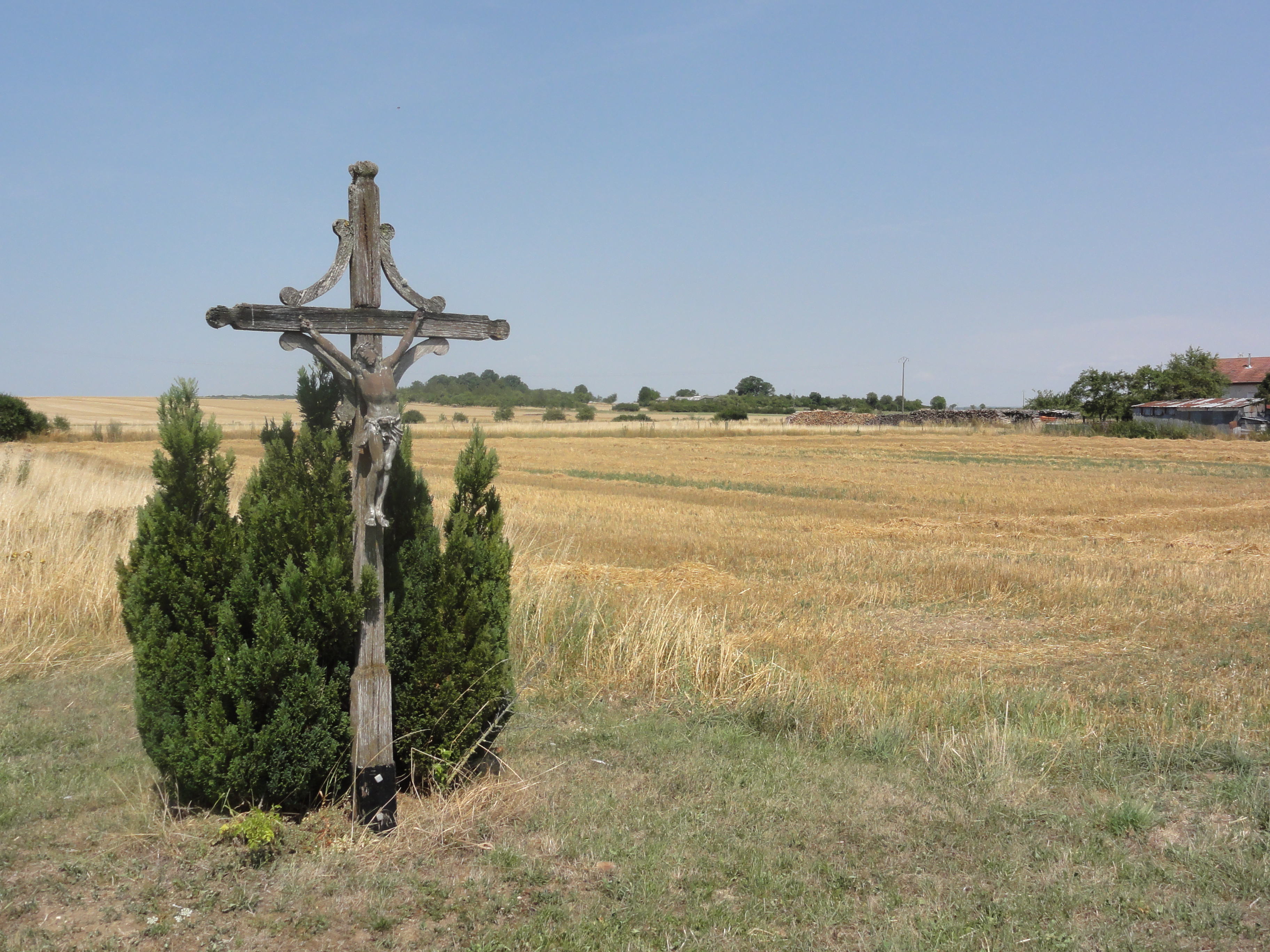
Eines der Flurkreuze
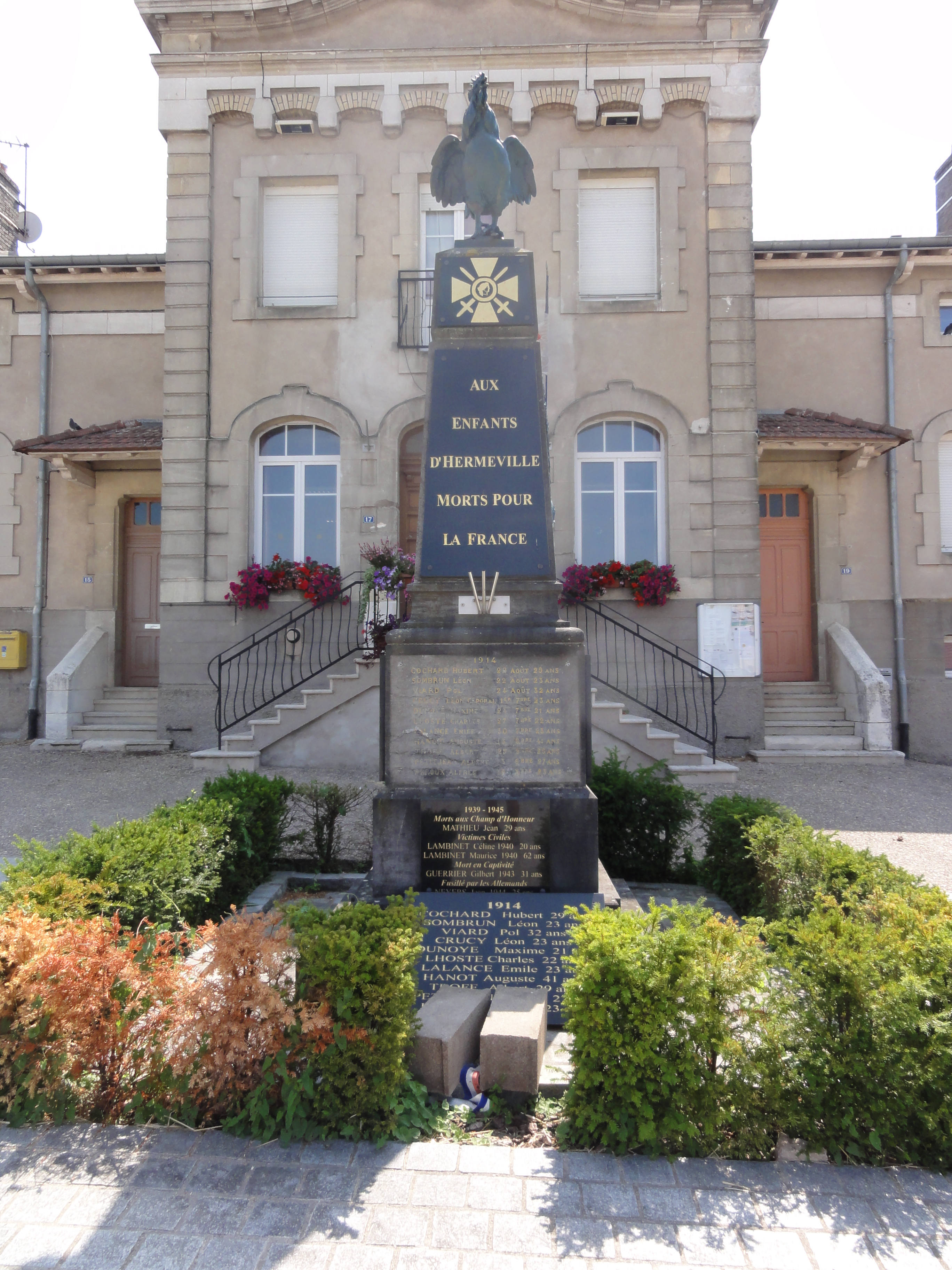
Gefallenendenkmal

## Wirtschaft und Infrastruktur
Herméville-en-Woëvre ist bäuerlich geprägt. In der Gemeinde sind 16 Landwirtschaftsbetriebe ansässig (Getreideanbau, Saatgutvermehrung, Ziegen-, Schaf-, Rinder- und Schweinezucht).
Durch die Gemeinde führt die Fernstraße D199 von Morainville nach Warcq. In der sechs Kilometer südlich gelegenen Gemeinde Ville-en-Woëvre besteht ein Anschluss an die Autoroute A4 von Paris nach Straßburg.

## Belege
1. ↑  Ortsname auf cassini-ehess-fr
2. ↑  Herméville-en-Woëvre auf cassini.ehess
3. ↑  Herméville-en-Woëvre auf INSEE
4. ↑  Landwirtschaftsbetriebe auf annuaire-mairie.fr